# Кощеев, Павел Иванович
Павел Иванович Кощеев (17 сентября 1916 — 7 января 1988) — передовик советского сельского хозяйства, бригадир колхоза «Ударник» Молотовского района Кировской области, Герой Социалистического Труда (1948).

## Биография
Родился в 1916 году в деревне Перевоз, ныне Нолинского райна Кировской области в русской семье крестьянина. Завершив обучение в школе№ 1 города Нолинска стал помогать родителям в сельском хозяйстве. Призван в ряды Красной Армии, службу проходил моряком Дальневосточного флота. С началом Великой Отечественной войны был передислоцирован в город Мурманск. Участник боевых действий на Северном флоте.
В 1946 году, демобилизовавшись, вернулся в родную деревню Перевоз. Возглавил 2-ю комплексную бригаду местного колхоза «Ударник». По итогам работы в 1947 году бригадой Кощеева был получен высокий урожай зерновых: 31,02 центнера пшеницы с гектара на площади 17,36 гектаров.
За получение высоких урожаев пшеницы, ржи в 1947 году, Указом Президиума Верховного Совета СССР от 17 марта 1948 года Павлу Ивановичу Кощееву было присвоено звание Героя Социалистического Труда с вручением ордена Ленина и золотой медали «Серп и Молот».
После 30 лет работы бригадиром, в 1976 году Кощеев вышел на заслуженный отдых.
Проживал в деревне Перевоз. Умер 7 января 1988 года.

## Награды
За трудовые успехи удостоен:
- золотая звезда «Серп и Молот» (17.03.1948),
- орден Ленина (17.03.1948),
- Орден Отечественной войны II степени (11.03.1985),
- Орден Трудового Красного Знамени (15.12.1972)
- другие медали.